# بونتيكاغنانو فايانو
بونتيكاغنانو فايانو (تُعرف أيضًا باسم بونتيكاغنانو) هي بلدة وكومونا تابعة لمقاطعة سلرنو في منطقة كمبانية بجنوب غرب إيطاليا.